# Yuki Abe
Yuki Abe (Ichikawa, Prefectura de Chiba, Japó, 6 de setembre de 1981) és un futbolista japonès.

## Selecció japonesa
Yuki Abe ha disputat 53 partits amb la selecció japonesa.